# Песколанчіано
Песколанчіано (італ. Pescolanciano) — муніципалітет в Італії, у регіоні Молізе, провінція Ізернія.
Песколанчіано розташоване на відстані близько 155 км на схід від Рима, 31 км на північний захід від Кампобассо, 13 км на північний схід від Ізернії.
Населення — 860 осіб (2014).
Щорічний фестиваль відбувається 26 липня. Покровитель — Sant‘Anna.

## Демографія
Населення за роками:

Станом на 1 січня 2023 року в муніципалітеті офіційно проживало 16 іноземців з 9 країн, серед них 7 громадян країн Євросоюзу.

## Сусідні муніципалітети
- Аньоне
- Каровіллі
- К'яучі
- Чивітанова-дель-Санніо
- Міранда
- П'єтраббонданте
- Сессано-дель-Молізе